# 시노하라 다이노신
시노하라 다이노신(일본어: 篠原 泰之進, 분세이 11년 음력 11월 16일(1828년 12월 22일) ~ 메이지 44년(1911년) 6월 13일)은 에도 시대 후기의 무사이다. 1868년 이전까지는 신센구미에서 감찰관으로 활동하였으며, 이후에는 사쓰마번에 들어가 관군동정에 참여하였다. 유신 이후에는 하타 시게치카(秦林親)로 개명하였다.

## 생애
에도에서 정주하던 구루메번의 관리 집안에서 태어났다. 근처에 있던 북진일도류의 총본산이던 현무관에 다니며 검술을 익혔으며, 같은 도장에서 양이심두 유파의 유술을 전수받아 스승을 능가할 정도의 실력을 갖추게 되었다. 하지만 비천한 신분 출신이던 그는 탈번하여 당시 후쿠가와에서 도장을 운영하던 이토 가시타로와 친분을 쌓아갔다. 이후 신센구미에서 활동하던 이토의 동문인 도도 헤이스케로부터 신센구미에 가입할 것을 권유받아 겐지 원년(1864년) 늦가을에 이토 가시타로, 그의 친동생인 스즈키 미키사부로, 가노 미치노스케, 나카니시 노보루, 사노 시메노스케, 핫토리 다케오, 우쓰미 지로 등 모두 여덟명의 무사들과 함께 교토로 상경하여 신센구미에 입대하였다. 입대당시 이토 가시타로는 히지카타 도시조와 동급인 참모 겸 문학 사범, 시노하라 다이노신은 감찰 직책 겸 유술 사범, 스즈키 미키사부로와 가노 미치노스케는 오장의 직위를 맡는 것으로 하였고 나머지 세명은 평대원으로 들어갔다.
그 후 다이노신은 1864년에 금문의 변을 비롯하여 1865년 7월의 나라 사건 등을 통해 명성을 얻었다. 그러나 1867년 3월 이토가 신센구미에서 탈퇴하여 고료에지를 결성할 때 같이 탈퇴하였다. 얼마후 아부라노코지에서 이토가 신센구미에게 암살당하자 그의 시신을 회수하기 위하여 가노 미치노스케, 핫토리 다케오, 스즈키 미키사부로, 도도 헤이스케, 모나이 아리노스케, 도미야마 야헤에 등과 함께 그곳으로 갔으나 매복하고있던 신센구미측에게 습격당했다. 이때 핫토리와 도도는 전사하였고 시노하라를 비롯한 가노, 스즈키, 도미야마 등은 가까스로 목숨을 건져 사쓰마 번으로 도주하여 관군동정에 참가하였다.
메이지 유신이후 감찰부의 관리로 근무하다 은퇴하였다. 이후 중이염으로 사망했다고 한다.